# Los Castillos (Los Roques)
Los Castillos es el nombre que recibe un grupo de cayos o islotes del Mar Caribe localizados en el extremo sureste del gran Barrera Arrecifal del Este en el Archipiélago de Los Roques, parte del Parque nacional del mismo nombre, y administrativamente parte del territorio Insular Miranda, una subdivisión de las Dependencias Federales de Venezuela, al norte de ese país y en las Antillas Menores.
Los Castillos se encuentran cerca de la Boca de Sebastopol y Buchiyaco en la denominada zona primitiva marina del Parque nacional Los Roques, un área donde existen limitaciones para la actividad turística. Pero se permite realizar recorridos en bote, navegar a vela o motor por las rutas predeterminadas, practicar la pesca deportiva, observar o fotografiar la naturaleza,  practicar la natación, el snorkel o buceo, el submarinismo, el excursionismo por los senderos que autoriza el parques y la observación de la fauna y flora siempre y cuando se haga en grupos no mayores de 15 visitantes.